# Залюднений острів
«Залюднений острів» (рос. Обитаемый остров) — російський науково-фантастичний бойовик 2008 р. режисера Федора Бондарчука, екранізація однойменного роману братів Стругацьких.
Сюжет, витриманий в дусі науково-фантастичної антиутопії, розповідає про землянина з майбутнього, Максима, який потрапив на постапокаліптичну планету Саракш і виявився залучений в боротьбу з місцевим режимом, що використовує промивання мізків.
У квітні 2015 року Держкіно включило серіал до списку заборонених до показу в Україні як такий, «що містить популяризацію органів держави-агресора.»

## Сюжет

### Фільм перший
2157. Пілот Групи вільного пошуку (ГВП) Максим Каммерер через зіткнення зорельота з астероїдом здійснює вимушену посадку на невивченій планеті Саракш, де його беруть у полон аборигени. Суспільний лад місцевої цивілізації дуже нагадує мілітаристську диктатуру зразка XX століття, де влада належить анонімним правителям — Невідомим Батьками. Покірність населення забезпечують Вежі, які офіційною пропагандою називаються протибалістичними, а насправді слугують інструментом контролю свідомості.
Під час конвоювання Максима одну з таких Веж підривають «виродки», яких впізнають за регулярними припадками, що нагадують епілептичні. «Виродки» не переносять регулярні ввімкнення випромінювачів Веж, тому вони беруть участь в Опорі, що прагне Вежі зруйнувати. Однак деякі з них через несприйнятливості до звичайного випромінювання займають привілейоване становище у владі («виродками» є майже всі Невідомі Батьки). При падінні Вежі Максим рятує життя конвоїру, капралу Гаю Гаалу.
Під час чергового конвоювання до дуже впливової в країні людини — Мандрівця, у супровідного його Фанка трапляється припадок і Максиму вдається втекти. Блукаючи по місту, він забрідає в кафе, де знайомиться з офіціанткою Радою — сестрою гвардійця Гая. Проводжаючи її додому, він вступає в сутичку з вуличною бандою, демонструючи неймовірні як для жителів Саракша здібності.
Так Максим поселяється у Гаала і знайомиться з системою поглядів жителів Саракша на світобудову. Через рефракцію атмосфери та постійну хмарність вони вірять, що живуть не на кулястій планеті, а на внутрішній поверхні сфери в товщі гірських порід. Максим бачить, що свідомість нових друзів Ради і Гая інфільтрована пропагандою. Вони переконані, що Невідомі Батьки — рятівники Батьківщини, яка знаходиться після спустошливої війни в кільці злісних ворогів — колишніх колоній.
Тим часом боротьба за владу серед Невідомих Батьків загострюється. Мандрівець, за наказом «Папи», розстрілює одного з Невідомих Отців, «Пухиря», під час наради.
Гай, вражений здібностями Максима, влаштовує його на службу в Гвардію. Однак Максим не може змиритися з антигуманністю поліцейських операцій проти сил місцевого опору. Будучи присутнім при допиті заарештованих «виродків», він бачить, що вони не мутанти, і не платні агенти зарубіжних розвідок, а звичайні люди зі своїми ідеалами.
Максиму доручають стратити декількох заарештованих. Гвардійський ротмістр Чачу особисто стріляє в Максима, коли той відмовляється виконувати варварський наказ. Максим, завдяки своїм дивовижним фізичним здібностям, виживає і потрапляє до «виродків», які розповідають йому, що Вежі потрібні Невідомим Отцям для знищення «виродків». Разом з ними він бере участь в підриві Вежі. Опісля він шукає притулок на квартирі у Ради і Гая, але потрапляє під арешт.
Невідомі Батьки сперечаються про війну з сусідньою державою Хонті. Мандрівець дізнається про Максима та просить у державного прокурора віддати його йому. Прокурор спочатку погоджується, але, зацікавившись незвичайними здібностями Максима (відсутності реакції на випромінювання Веж в обох сенсах), вирішує залишити його собі.
Максима відправляють на південний кордон на каторжні роботи з очищення небезпечної території від військових механізмів. Там він знову бачиться з першим зустріненим ним жителем планети — Зефом, також «виродком». Максим дізнається від нього про головну таємницю Веж — ці споруди потрібні не для знищення «виродків», а для навіювання народові беззастережної віри владі. Болі у деяких людей, в основному не сприйнятливих до навіювання — це лише побічний ефект Веж.
Захопивши автоматичний танк, Максим вирушає на південь у пошуках мутантів. По дорозі він підбирає Гая, розжалуваного в прикордонну службу.

### Фільм другий («Сутичка»)
На початку другого фільму коротко викладається сюжет першого фільму.
Взявши Гая з собою, Максим розповідає йому про справжній стан речей щодо влаштування світу та політики. Гай переконується в правоті Максима, коли в належний час, перебуваючи поза зоною дії Веж, не відчуває припливу ентузіазму від випромінювання.
На півдні, куди прибувають утікачі, виявляється колись квітуча частина імперії, а зараз зруйноване атомною війною місто. Там живуть люди-мутанти, які страждають від радіації і гнобляться гвардією з півночі та варварами з півдня. Максим пробує переконати мутантів підняти повстання або вступити в союз з південними дикунами для нападу на Країну Батьків. Його спроби безуспішні: мутанти занадто слабкі фізично і морально. Вони радять йому поговорити з якимось Чаклуном.
Максим з Гаєм, йдучи до Чаклуна, бачать приспаного голована. У печері з кажанами Максим сперечається з Чаклуном — дитиною-мутантом, що володіє телепатією, про те, чи може він вплинути на лад Країни Батьків, і чи повинен це робити. Чаклун застерігає Максима, що те, що здається йому жорстокою диктатурою, це відлагоджений механізм, втручання в який зробить тільки ще гірше.
Один з вождів мутантів, колишній полковник медичної служби, переконує Максима в небезпеці подальшого прямування по землі і дарує літак-бомбовоз, що зберігся з війни. Максим вирішує укласти союз з Острівною Імперією — віддаленою країною з сильним флотом, чиї білі субмарини іноді нападають на Країну Батьків. Разом з Гаєм, забравшись у бомбовоз, вони летять туди. У польоті Максим випадково потрапляє в зону дії веж, Гай під їхнім контролем нападає на Максима. Бомбовоз таранить вежу, а потім його збиває автоматична система протиповітряної оборони.
Збитий бомбовоз падає в море, Максиму і Гаю вдається дістатися до берега. Йдучи вздовж нього, Максим і Гай знаходять напівзатонулу і занедбану білу субмарину, а в ній свідчення жахливих експериментів Острівної Імперії над людьми. Їм стає ясно, що Острівна Імперія можливо ще гірша за Країну Батьків.
Тим часом Державний Прокурор не втрачає надії дістати Максима, щоб використовувати його неймовірні для жителів Саракша здібності в своїх цілях. Він намагається схилити до співпраці Раду Гаал, однак вона відмовляється. Тоді прокурор бере її у в'язницю, але люди Мандрівця організовують для неї втечу і перехоплюють її — Мандрівець не менш Прокурора зацікавлений у Максимі.
Дізнавшись по радіо, що Країна Батьків почала війну з Хонті — колишньою частиною єдиної Імперії, Максим з Гаєм здаються береговому патрулю. Як і більшість ув'язнених, їх відправляють на фронт. Оскільки Гай повідомив Максиму номер своєї роти, тому вдається його розшукати. Він також об'єднується з Зефом і Вепром. На фронті їх знаходить Фанк, але Максим не погоджується покинути друзів. Під час бою Гай гине, рятуючи життя Максима від ротмістра Чачу. Максим, при згадці Ради, погоджується з пропозицією Фанка працювати в Інституті під керівництвом таємничого Мандрівця. Сам Мандрівець перебуває в тривалому від'їзді.
Війна призводить до поразки Країни Батьків. Державний прокурор на прізвисько «Розумник», який був прихильником війни, розуміє, що за це Батьки повинні стратити його через кілька днів. Аби врятуватися, Розумник зв'язується з Максимом і повідомляє координати Центру, який керує всією системою Веж. Максим, використовуючи феноменальні фізичні здібності, нечутливість до випромінювання і зв'язки з підпіллям, підриває Центр і рятує Раду.
Повернувшись, Мандрівець влаштовує погоню за Максимом. Під час їхньої сутички з'ясовується, що Мандрівець — насправді землянин Рудольф Сікорські, працівник Галактичної безпеки. Мандрівець звинувачує Максима в тому, що Максим своєї самодіяльністю зіпсував ретельно підготовлений план порятунку планети Саракш і вказує на його промахи. Для відновлення економіки і господарства потрібна дезактивація практично всього ґрунтового покриву планети; на державу насувається голод і інфляція. Крім того, Острівна Імперія підготувала велике вторгнення в Країну Батьків, зупинити яке без «чорного випромінювання», що викликає важку депресію, буде вкрай важко.
Максим погоджується залишитися на планеті та допомогти її жителям. Але він також заявляє Мандрівцю, що не дозволить заради вищої мети відбирати в жителів планети свободу.

## Ролі
| Актор               | Роль                                                  |
| ------------------- | ----------------------------------------------------- |
| Василь Степанов     | (озвучував Максим Матвєєв) — Максим Каммерер          |
| Петро Федоров       | Гай Гаал                                              |
| Юлія Снігир         | Рада Гаал                                             |
| Олексій Серебряков  | Мандрівець                                            |
| Михайло Євланов     | ротмістр Чачу                                         |
| Федір Бондарчук     | Прокурор (розумник)                                   |
| Ігнатій Акрачков    | референт прокурора                                    |
| Гоша Куценко        | Вепр                                                  |
| Сергій Гармаш       | Зеф                                                   |
| Анна Михалкова      | Орді Тадер                                            |
| Андрій Мерзлікін    | Фанк                                                  |
| В'ячеслав Разбєгаєв | Щуролов                                               |
| Дімаш Ахім          | Бегемот                                               |
| Сергій Барковський  | Ноле Ренаду                                           |
| Олександр Шейн      | слідчий                                               |
| Юрій Цурило         | «Генерал»                                             |
| Олександр Сірін     | «Доктор»                                              |
| Михайло Пореченков  | Генерал                                               |
| Максим Суханов      | Папа                                                  |
| Євген Сидихін       | Свекор                                                |
| Кирило Пирогов      | Дівер'                                                |
| Олексій Горбунов    | Шурин                                                 |
| Олександр Феклістов | Дівер                                                 |
| Сергій Мазаєв       | Пухир                                                 |
| Костянтин Биков     | мутант                                                |
| Олександр Олешко    | Пекар                                                 |
| Леонід Громов       | Ґраменау                                              |
| Владис Гольк        | бригадир                                              |
| Давид Нурієв        | ад'ютант-протокольщік, присутній на допиті «виродків» |

## Виробництво
Проєкт екранізації повісті Стругацьких ініціював продюсер Олександр Роднянський, який є давнім прихильником їхньої творчості. Для зйомок він об'єднав зусилля з режисером Федором Бондарчуком. Перший варіант сценарію був написаний Едуардом Володарським. Він не у всьому влаштував режисера, і тому той замовив переписати сценарій фантастам Марині та Сергію Дяченкам. Зйомки картини проходили протягом 10 місяців (з 14 лютого по 7 грудня 2007 року). Фільм став дилогією, так як було відзнято велику кількість матеріалу.
1 січня 2009 року на екрани вийшла перша частина фільму «Залюднений острів», який зняв режисер Федір Бондарчук.
23 квітня 2009 року на екрани вийшла друга частина фільму «Залюднений острів. Сутичка».

### Знімальна група
- Автори сценарію: Едуард Володарський, Марина Дяченко, Сергій Дяченко
- Режисер-постановник: Федір Бондарчук
- Режисер-постановник другої групи: Резо Гігінешвілі
- Другий режисер: Борис Левкович
- Асистент другого режисера: Артем Аксененко
- Асистент режисера-постановника другої групи: Іван Шурховецкій
- Оператор-постановник: Максим Осадчий
- Оператор-постановник другої групи: Петро Братерский
- Оператор: Олексій Косоротов
- Головний художник: Кирило Мурзін
- Художники-постановники: Євген Матюненко, Владислав Нікулін, Павло Новіков, Жанна Пахомова, Костянтин Плутенко, Віктор Шмельов
- Художники по костюмах: Тетяна Мамедова, Кирило Мурзін, Тетяна Пояркова
- Художники по гриму: Дмитро Кирилов, Світлана Римакова
- Композитор: Юрій Потєєнко
- Звукорежисер: Кирило Василенко, Ростислав Алімов
- Режисер монтажу: Ігор Літонінскій
- Виконавчий продюсер: Євген Северов
- Со-продюсер: Дмитро Рудовский
- Генеральні продюсери: Сергій Мелькумов, Олександр Роднянський

### Звук і саундтрек
Спочатку передбачалося, що музику до фільму напише Ганс Ціммер. Згодом це виявилося неможливим унаслідок термінів, і музику до фільму написав Юрій Потеенко.
При записі саундтрека до фільму використовувалися колекційні гітари, що раніше належали Стінгу, Кіту Річардсу, а також солістам групи Led Zeppelin.

### Декорації та спецефекти
- Червоний інопланетний самохідний «танк», на якому роз'їжджає Максим Каммерер, розроблений ХКБМ і сконструйований на заводі імені Малишева в Харкові на основі шасі радянського БТР-70. Конструктори вважали, що у автоматичного танка не повинно бути ніяких люків і вхідних отворів, тому люк, через який Максим Каммерер потрапляє всередину танка, довелося проробляти вже на зйомках з використанням найпростіших дверних петель.
- Танки, використовувані в битві в другому фільмі, зроблені з радянських танків Т-64 (легко впізнаються за ходовою частиною). Мобільні психотронні випромінювачі зроблені з БМП-2.
- Як автомати армії Країни Батьків показані АКС-74 в додатковому корпусі з пластику. Також використані гранатомети ДП-64.
- Кримські екологи заявили, що під час зйомок танкової битви на території Казантипського природного заповідника було завдано істотної шкоди флорі і фауні Криму. За їх інформацією, Генпрокуратура України навіть оштрафувала дирекцію фільму на 16500 гривень. За твердженням Андрія Артова, голови Кримської республіканської асоціації «Екологія і світ», гусениці танків понищили рідкісних змій і безногих ящірок (чотириполосих полозів і жовтопузиків), занесених до Червоної книги України. Бондарчук відкинув звинувачення екологів і заявив, що танкова атака знімалася не в заповіднику, а на нафтових розробках, поруч з буровими установками.
- У комп'ютерній моделі міста «Залюдненого острова» 13500 унікальних будівель. Рендеринг одного кадру міста займав 19 годин на 60 ядрах, обсяг використовуваних текстур при цьому становив 65 гігабайт.
- Автором макета фантастичного міста у фільмі є професор МАРХИ Олександр Коротич.
- За визнанням Федора Бондарчука, Василя Степанова, який виконав роль Максима Каммерера, «робили» на монтажному столі: «Він так погано грав, що початок сцени довелося брати з першого дубля, середину — з шостого, кінець — з третього».
- У фільмі використовується символіка Країни Невідомих Батьків, зовні дуже схожа на символіку фашистської організації Угорщини «Схрещені стріли»; це можна пояснити тим, що, за словами Бориса Стругацького, багато назв та імен з книги базуються на угорській мові. Офіційний державний прапор Країни Батьків виглядає як російський імперський чорно-жовто-білий стяг, із стилізованим рівноконечним хрестом посередині. Назва Країни Батьків говорить сама за себе — саме так у перекладі з німецької іменували Третій Рейх німецькі нацисти.

### Прем'єра
Обмежена прем'єра першої частини фільму в деяких містах Росії і України відбулася 18 грудня 2008 року. Московська прем'єра відбулася 29 грудня, а в широкий прокат в Росії та за кордоном фільм вийшов 1 січня 2009 року. Випуск другої частини фільму відбувся 23 квітня 2009. Телепрем'єра фільму відбулася в 2010 році на каналі Росія 1: першої частини — 2 січня, а другої — 3 січня.

## Художні особливості

### Підтекст фільму
Багато оглядачів побачили в «Залюднений острів» алегорії на політичну дійсність як минулого, так і сьогодення, в тому числі і відмінні від тих, що були в книзі-оригіналі. Частина здогадок були підтверджені авторами фільму, деякі, навпаки, спростовані. У «Країні Невідомих Батьків», як правило, бачили алюзію на СРСР чи сучасну Росію. Федір Бондарчук же визнав, що фільм містить пропаганду проти тоталітаризму, але натякнув, що має на увазі якусь закордонну державу, «придумав собі систему координат, яка включає, по-перше, тоталітарне стеження, по-друге — тотальний обман. Нібито є якийсь ворог, який може в будь-яку секунду напасти, і тому треба тугіше зав'язати пояси і працювати на благо цивілізованої країни»
Репліка Гая щодо Хонті і Пандеї: «Вони ненавидять нас тільки за те, що у нас спільна історія», — відрізняється від тексту книги, і, на думку багатьох, натякає на взаємини Росії з деякими з колишніх радянських республік.

### Культурні відсилання
Фільм містить алюзії та культурні відсилання («ввічливі привіти», за визначенням продюсера) до інших відомих фантастичним творам.
- Підручний Мандрівника, Фанк, має зачіску, як у Зорга — одного з персонажів фільму Люка Бессона «П'ятий елемент».
- Після приземлення Максим миттєво вивчив мову мешканців планети Саракш за допомогою робота-імплантата, як у творі фантаста Дугласа Адамса «Автостопом по Галактиці» і однойменній кінокартині.
- Космічний корабель Максима багатьом видався схожий на роботів з фільму Матриця: Революція. Бондарчук визнав таку аналогію.

### Відмінності між книгою і фільмом
- У фільмі Максим — блакитноокий світлошкірий блондин. У книзі він смаглявий темноокий брюнет («весь коричневий, здоровий як бик», «очі швидкі, темні», «чорнява голова»).
- У фільмі крах корабля відбувається через зіткнення з астероїдом. У книзі, як з'ясовується пізніше, корабель збили автоматичні зенітні установки. У фільмі корабель зазнає аварії і вибухає. У книзі Максим все ж зумів посадити корабель, але незабаром той помилково був знищений загоном Зефа.
- У фільмі Максим починає розуміти мову жителів Саракша практично на самому початку, вставивши собі в вухо мініатюрний прилад-перекладач. У книзі Максим довго і поступово вчив цю мову. Саме через незнання мови Максим спочатку говорив уривчастими репліками і перебільшено посміхався, демонструючи дружелюбність тубільцям.
- У фільмі є епізод, де Максим рятує життя Гаю, коли на їх автопоїзд обрушується висаджена виродками вежа. У книзі цієї сцени немає.
- У фільмі над нічним містом літають дирижаблі, і бомбовоз представлений теж ним. У книзі є літаючі платформи з приводом, схожим на вертолітний, а бомбовоз — багатомоторний літак, подібний до земних бомбардувальників 30-х років ХХ століття.
- У книзі немає чіткого опису голованів, але, відповідно до повісті «Жук у мурашнику», головани нагадують собак з великою головою. У фільмі голован був набагато більший, агресивніший і мав майже людську фігуру.
- У фільмі на війні з Хонті разом з Максимом виявляються Гай, Зеф і Вепр, а командує штрафниками ротмістр Чачу. У книзі ні Вепр, ні Чачу у війні не брали участь, і Чачу не був убитий.
- У фіналі фільму Розумник (Державний Прокурор) застрелився, щоб не бути арештованим. У книзі подальша доля Розумника залишається невідомою.
- У фільмі після знищення Центру Максим вирушає рятувати Раду в інститут Мандрівника, де між Максимом і Мандрівником відбувається поєдинок. У книзі поєдинок дуже короткий, і Мандрівець припиняє його, заговоривши з Максимом по-німецьки. По фільму, Мандрівник працює на планеті вже 20 років, в книзі — тільки 5 років.

### Думки критиків
Думки кінокритиків щодо фільму розділилися: одним він сподобався, іншим ні, у більшості залишив неоднозначне враження. За даними агрегатора рецензій Критиканство.ру, обидва фільми отримали і позитивні, і негативні відгуки, але переважали змішані, нейтральні. У позитивних відгуках відзначалися, в першу чергу, масштаб постановки і багатство спецефектів. Слабким місцем більшість критиків назвали монтаж фільму. Багато критикували гру новачка Василя Степанова, в той час як досвідчені актори (Серебряков, Гармаш) удостоїлися більше позитивних відгуків. В цілому першу частину фільму критики оцінили вище, ніж другу.
Письменник Дмитро Биков у своїй рецензії похвалив «детальне опрацювання» світу Саракша, хоча «велика була спокуса стилізувати реальність» Острова «під побут землян часів Другої світової». Йому вторить музичний критик Артемій Троїцький: «Там все насправді зроблено по-чесному, і дуже красиво, і дуже переконливо». Стримано-позитивно висловився про першому фільму в своєму інтернет-щоденнику письменник-фантаст Леонід Каганов; він радить всім його подивитися. Режисер Бакур Бакурадзе назвав фільм «однозначно хорошим». Олександр Мітта, режисер фільму «Екіпаж», зізнався, що «Залюднений острів» вразив його, а виглядає фільм Бондарчука «як продукт великої кіноіндустрії».
Однак був і ряд критичних відгуків. Так, Дмитро Пучков, відомий під псевдонімом «Гоблін», відзначив слабку гру виконавців головних ролей, погано продумані спецефекти і невиразний монтаж. Він негативно відгукнувся і про саму книгу, яку вважав нудною і такою, що надмірно випинає тему тоталітаризму. Мультиплікатор Юрій Норштейн в ефірі телепередачі «Гордон Кіхот» різко відгукнувся про фільм, назвавши його «монтажним лушпинням». Письменник-фантаст Сергій Лук'яненко також критично відгукувався про фільм

## Бюджет і касові збори
Загальний бюджет двох частин склав близько $36,6 млн. З них на маркетинг було витрачено близько $10 млн. Близько $1 млн з витрачених коштів — державні дотації.
Обмежена прем'єра першої частини фільму в деяких містах Росії та України відбулася 18 грудня 2008 року. Московська прем'єра відбулася 29 грудня, а в широкий прокат в Росії і за кордоном фільм вийшов 1 січня 2009 року в 1050 копіях (916 копій в Росії та 114 на Україну). Це найкращий результат серед фільмів, що вийшли в новорічний період 2008—2009 років, але не рекорд в історії російського прокату.
Випуск другої частини фільму відбувся 23 квітня 2009. Через великі втрати під час прокату першої частини, до роботи над другою була залучена американська компанія по боротьбі з піратством.
У цілому дві частини зібрали в прокаті 27,8 млн доларів. Це дозволило «Залюдненому острову» стати найкасовішим російським фільмом 2009 року і увійти на той момент в десятку найкасовіших фільмів в історії російського прокату. Але навіть ці збори не дозволили окупити бюджет, і фільм вважається збитковим.
В інтерв'ю газеті «Підсумки» Федір Бондарчук докладно розповів про фінансову ситуацію з фільмом:
|  | Дилогія зібрала 30 мільйонів доларів. Для довідки: лише три картини за всю історію сучасного вітчизняного прокату перевалили за таку цифру. Мало хто знає, ще менше пам'ятають, що з першим фільмом ми заробили сімсот мільйонів рублів. Гроші почали надходити в день, коли різко злетів долар... У результаті сума склала менше двадцяти двох мільйонів доларів замість тридцяти. Вісім мільйонів випарувалось з бокс-офісу на різниці курсів. Фьють - і нема! Але навіть при цьому перший фільм став лідером прокатного рейтингу серед російських картин в 2009 році. Напевно, коли-небудь я перестану реагувати на радісні вигуки журналістів: "Фільм Бондарчука провалився в прокаті!" Ні, не ображаюся на критиків, хоча картина далася дуже важко. Вдумайтеся: двісті двадцять два знімальних дні... Сперечатися або намагатися щось довести зараз нерозумно. Все розсудить час... |

## Премії
«Залюднений острів» отримав ряд премій у галузі кіно.
- Золотий орел — найкраща робота оператора, найкраща музика, найкращий монтаж
- Інтернет-кінопремія «Жорж»: найбільш обговорюваний фільм
- Кінопремія MTV — найкращий трейлер